# Íván

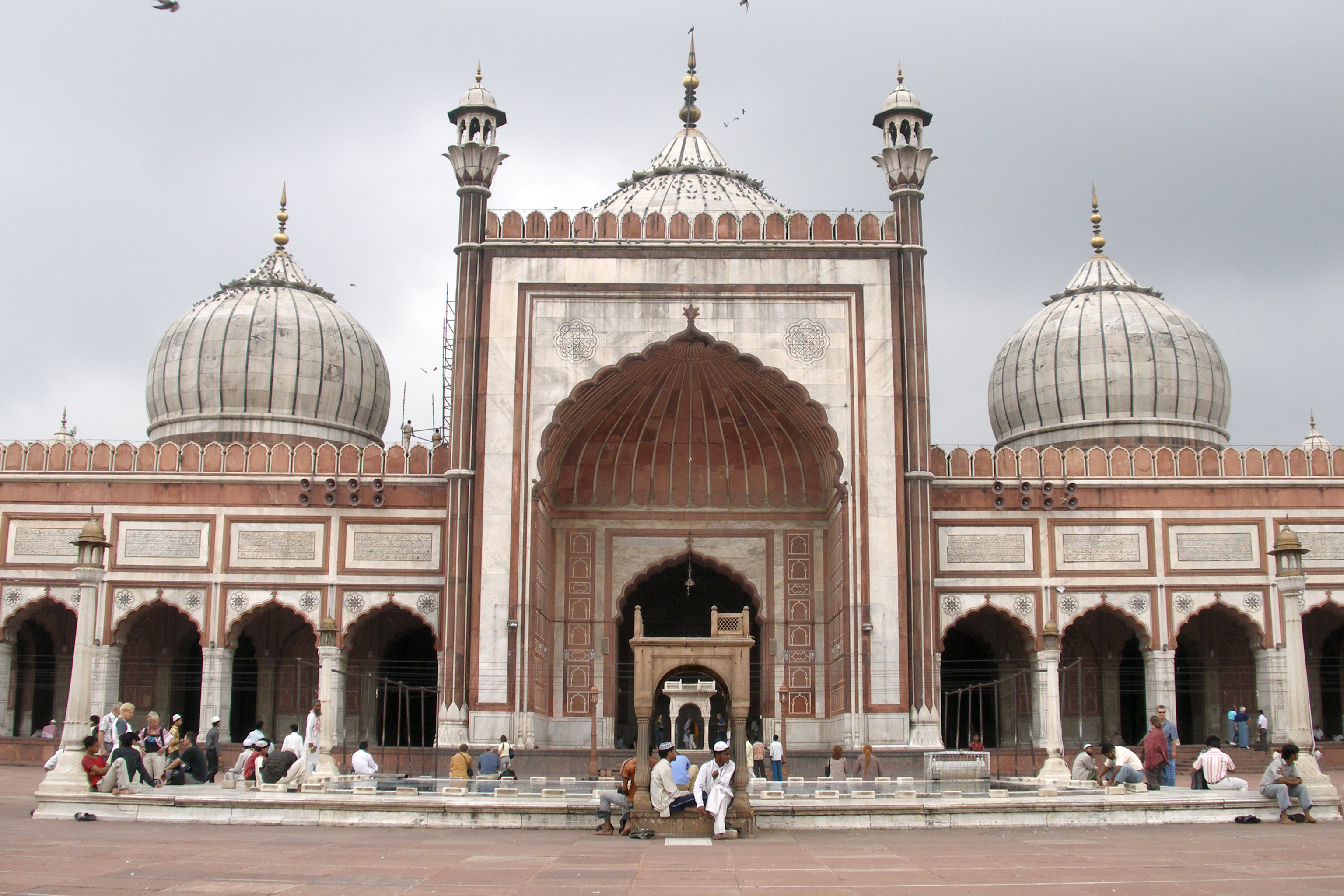
Mešita s ívánem, Dilí

Íván (z perštiny) je klenutá halová stavba na obdélníkovém půdorysu s otevřenou přední stranou, která je zpravidla proti vstupu na nádvoří.
Tento typ staveb pochází z Íránu a jeho původ není zcela jasný, doložen je v perské sásánovské architektuře, kde sloužil jako audienční síň. Později se objevil v islámské architektuře, kde pronikl nejprve do světských staveb – především paláců, poté do mešit a nakonec se stal běžně používaným stavebním prvkem i v lidové architektuře.
Ke stavbě ívánu se zpravidla používaly pálené cihly. Výzdoba prošla poměrně složitým vývojem, který začal v Persii štukem, aby v islámské architektuře přešel do glazovaných obkladů.